# Eloro (vino)
L'Eloro è una DOC riservata ad alcuni vini la cui produzione è consentita nelle provincie di Siracusa e Ragusa.

## Zona di produzione
Provincia di Trapani: nei comuni di Noto, Pachino, Portopalo di Capo Passero, Rosolini.
Provincia di Ragusa: nel comune di Ispica.

## Tecniche di produzione
È consentita solo la coltura specializzata con densità non inferiore a 3000 ceppi/ettaro per i nuovi impianti.
È vietata l'irrigazione. (È ammessa solo quella di soccorso).
La vinificazione e l'invecchiamento devono essere effettuate di norma all'interno della zona di produzione.

## Tipologie

### Eloro rosato
| uvaggio                        | Nero d'Avola, Pignatello e Frappato da soli o congiuntamente min 90%; Possono concorrere alla produzione le uve di altri vitigni a bacca rossa, autorizzati e/o raccomandati per le province di Siracusa e di Ragusa, da soli o congiuntamente max 10%. |
| titolo alcolometrico minimo    | 11,50% vol. |
| acidità totale minima          | x,x g/l. |
| estratto secco minimo          | 18,00 g/l |
| resa massima di uva per ettaro | 110 q. |
| resa massima di uva in vino    | 70 % |

#### Caratteri organolettici
- Aspetto: rosa grigio (occhio di pernice) più o meno intenso, con riflessi granata;
- Olfatto: delicato, fruttato;
- Gusto: asciutto, vellutato, fruttato, leggermente acidulo;

### Eloro rosso
- Eloro rosso

#### Caratteri organolettici
- Aspetto:
- Olfatto:
- Gusto:

### Eloro Nero d'Avola
- Eloro Nero d'Avola

#### Caratteri organolettici
- Aspetto:
- Olfatto:
- Gusto:

### Eloro Frappato
- Eloro Frappato

#### Caratteri organolettici
- Aspetto:
- Olfatto:
- Gusto:

### Eloro Pignatello
- Eloro Pignatello

#### Caratteri organolettici
- Aspetto:
- Olfatto:
- Gusto:

### Eloro Pachino
- Eloro Pachino

#### Caratteri organolettici
- Aspetto:
- Olfatto:
- Gusto:

### Eloro Pachino riserva
- Eloro Pachino riserva

#### Caratteri organolettici
- Aspetto:
- Olfatto:
- Gusto: